# سفارة نيوزيلندا في السويد
سفارة نيوزيلندا في السويد هي أرفع تمثيل دبلوماسي لدولة نيوزيلندا لدى السويد. تقع السفارة في ستوكهولم وهي تهدف لتعزيز المصالح النيوزيلندية في السويد.

## وصلات خارجية
- قائمة سفارات نيوزيلندا
- قائمة السفارات في السويد